# Ramsan, Stockholms län
Ramsan är en ö, cirka 30 hektar stor, belägen i Singöfjärden mellan Slätön och Singö i Stockholms län.